# 常德县
常德县，中国旧县名。今常德市武陵区、鼎城区前身。
清末宣统三年（1911年），武昌起义爆发后的10月24日，当地华兴会成员在县城考棚成立常德军政府，归属独立的湖南军政府。常德府知府逃跑，武陵县知县廖世英交出大印，承认新政权。同月，裁武陵县留常德府，但仅辖武陵县地。民国二年（1913年）9月，废府，仍为武陵县，10月改名常德县。
1949年7月29日，解放军四野第49军147师攻占常德县城。后属常沣专区、常德专区。1950年10月，常德县划出县级常德市。1970年，常德县和县级常德市属常德地区。1988年，撤消常德地区，设立地级市。县级常德市改为鼎城区。另划出部分乡镇与常德县成立武陵区。